# Capo Fligeli
Capo Fligeli (in russo мыс Фли́гели?, mys Fligeli) si trova a nord-est dell'isola del Principe Rodolfo, nella Terra di Francesco Giuseppe, in Russia. Si spinge nel Mar Glaciale Artico e dista 911 km dal Polo Nord.
È ritenuto il punto più a nord dell'Europa, anche se - come si vede nella foto sottostante, il punto più a nord, che non ha nome, si trova spostato di circa un chilometro verso nord-ovest. La mancanza di nome ha spinto a denominare tutta la zona "Capo Fligeli".
Raggiunto il 12 aprile 1874 dalla nave Tegetthoff, della spedizione polare austro-ungarica condotta da Julius von Payer e Carl Weyprecht, capo Fligeli è stato così chiamato in onore del cartografo austriaco August von Fligely (1811-1879).

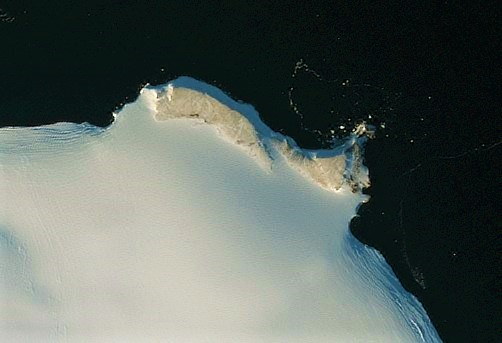
Immagine che mostra Capo Fligeli (la stretta lingua di terra sulla destra) e il capo senza nome, posto a circa un chilometro da esso, che si sporge anche più a nord (sulla sinistra).
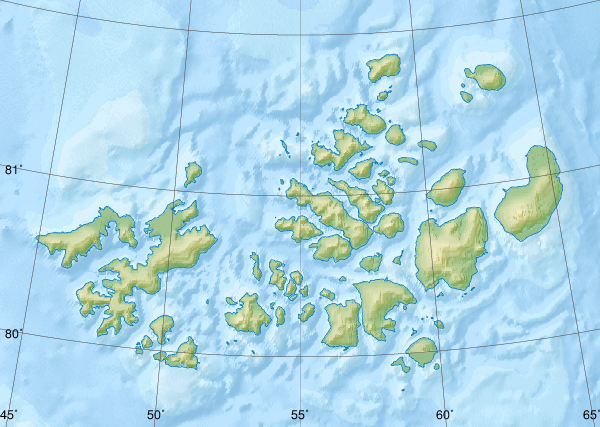
La Terra di Francesco Giuseppe. L'Isola del Principe Rodolfo, dove si trova Capo Fligeli, è la più settentrionale.
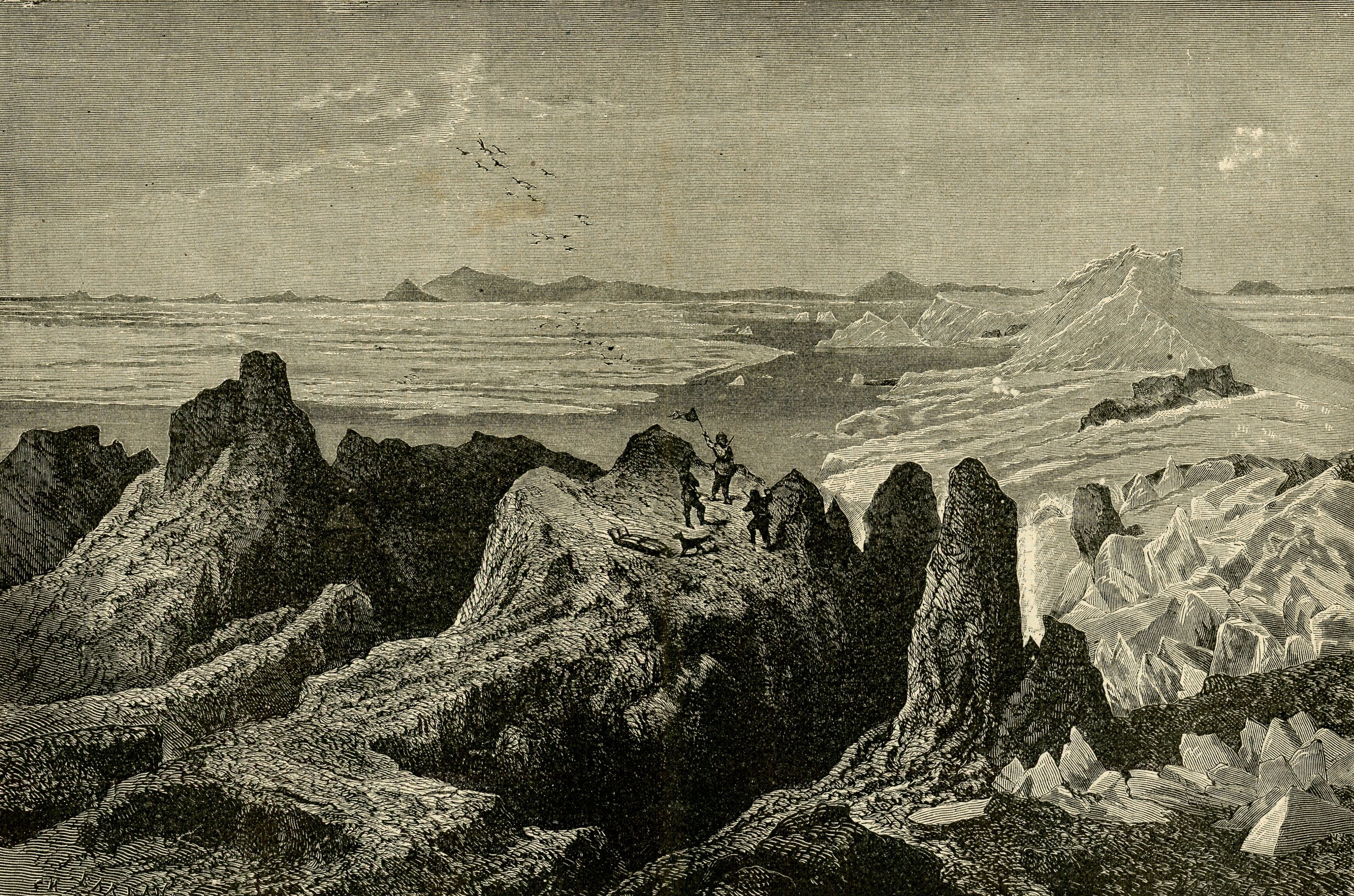
Capo Fligeli in un'incisione d'epoca tratta da L’illustrazione popolare, Fratelli Treves Editori - Milano, 1899.
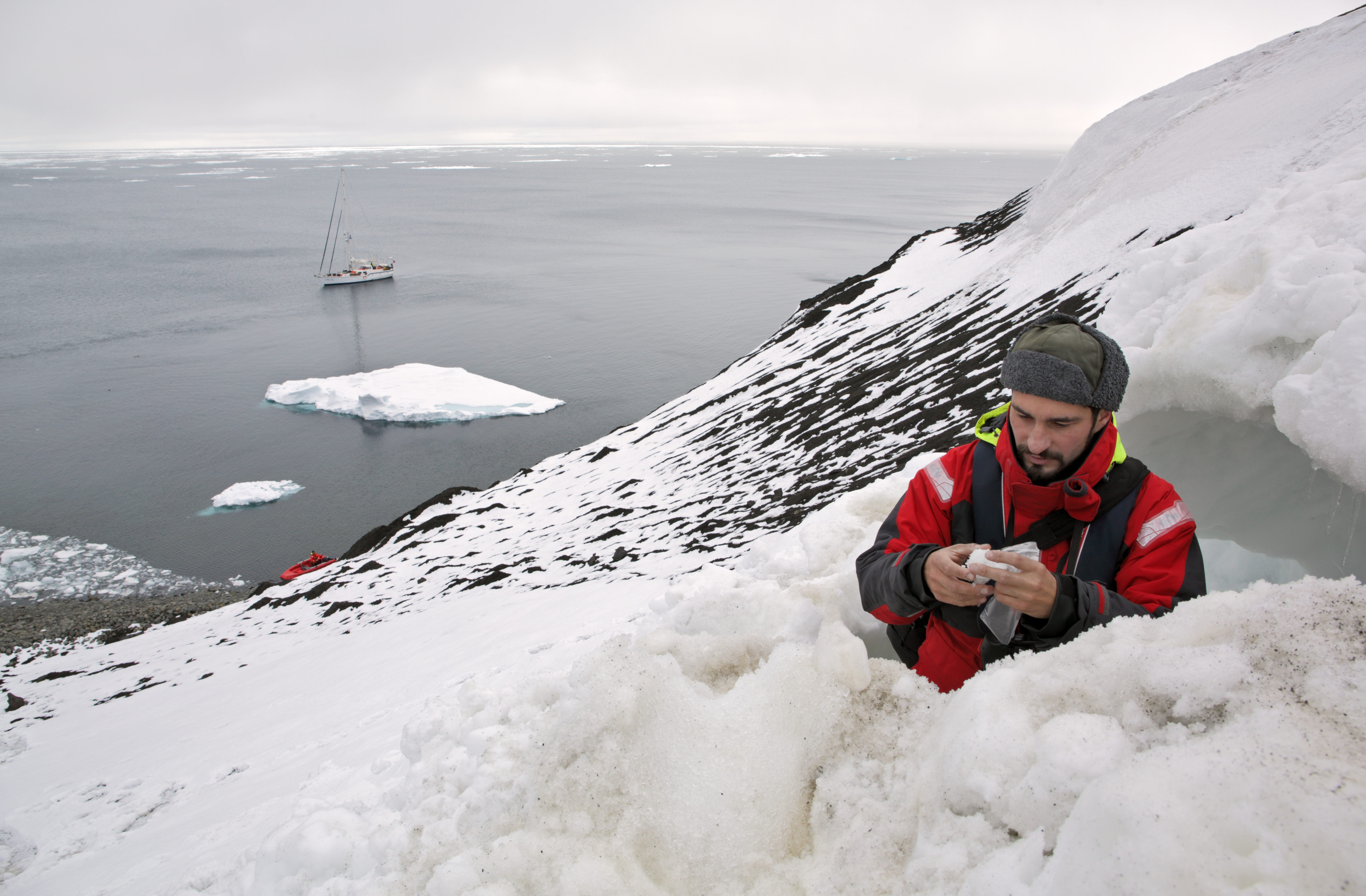
Lo zoologo Miroslav Babuškin esamina la tana di un orso polare a Capo Fligeli per raccogliere campioni di pelliccia per l'analisi genetica, che aiuterà a stabilire i legami familiari e a produrre mappe di sensibilità ambientale.
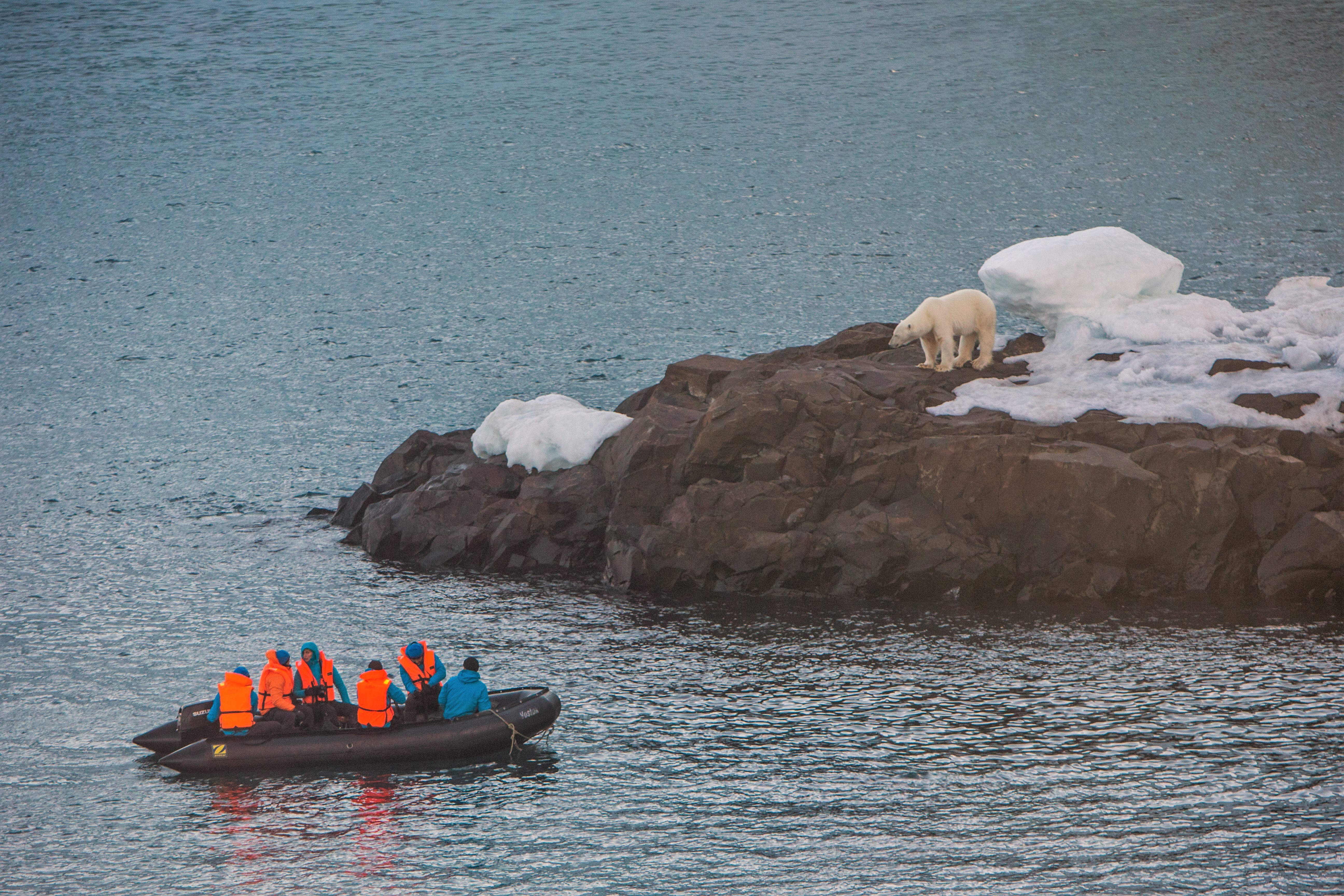
Un orso polare a Capo Fligeli